# Yanling (Han)

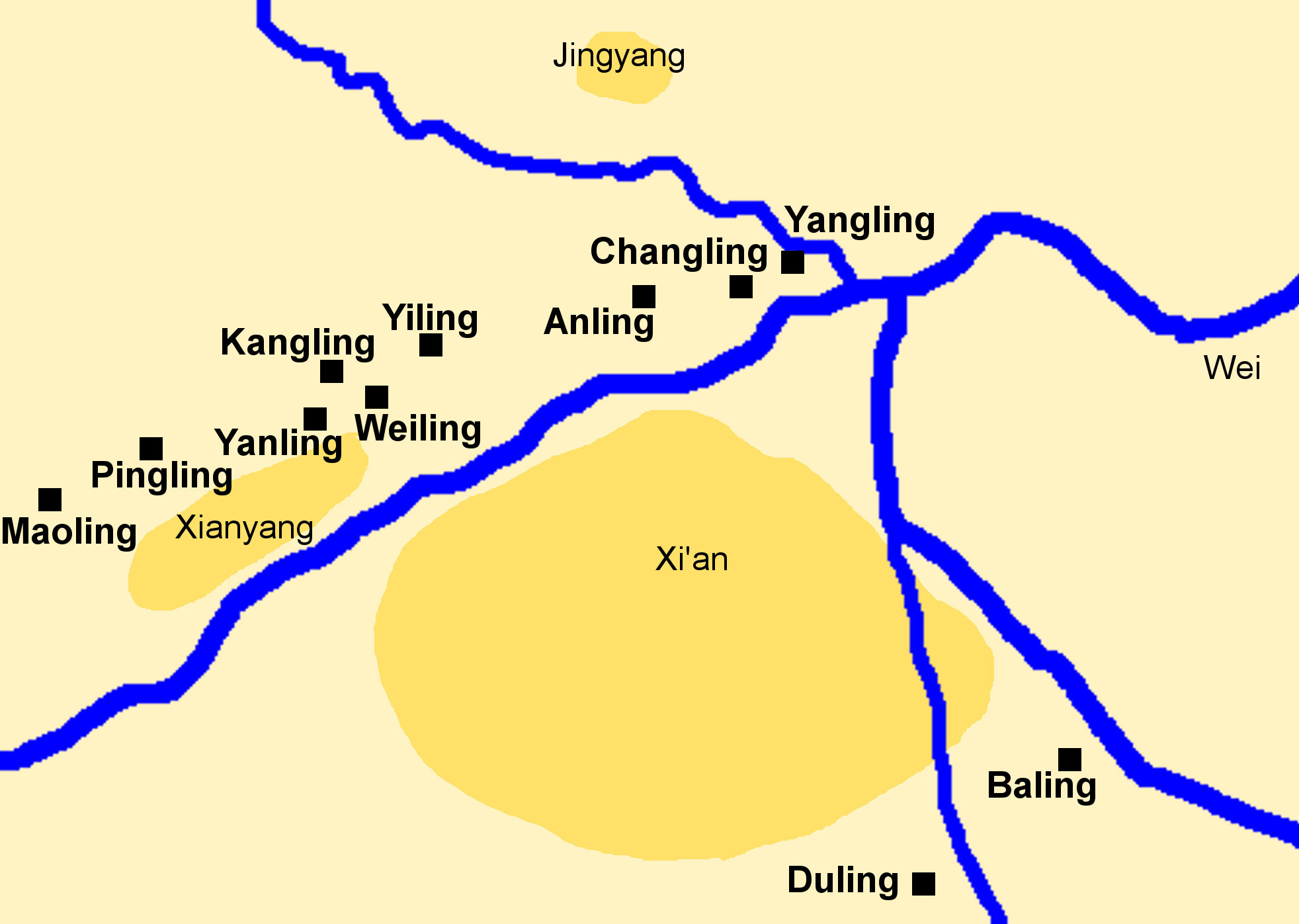
Yanling position relaterat till de övriga av Västra Handynastins kejsargravar.

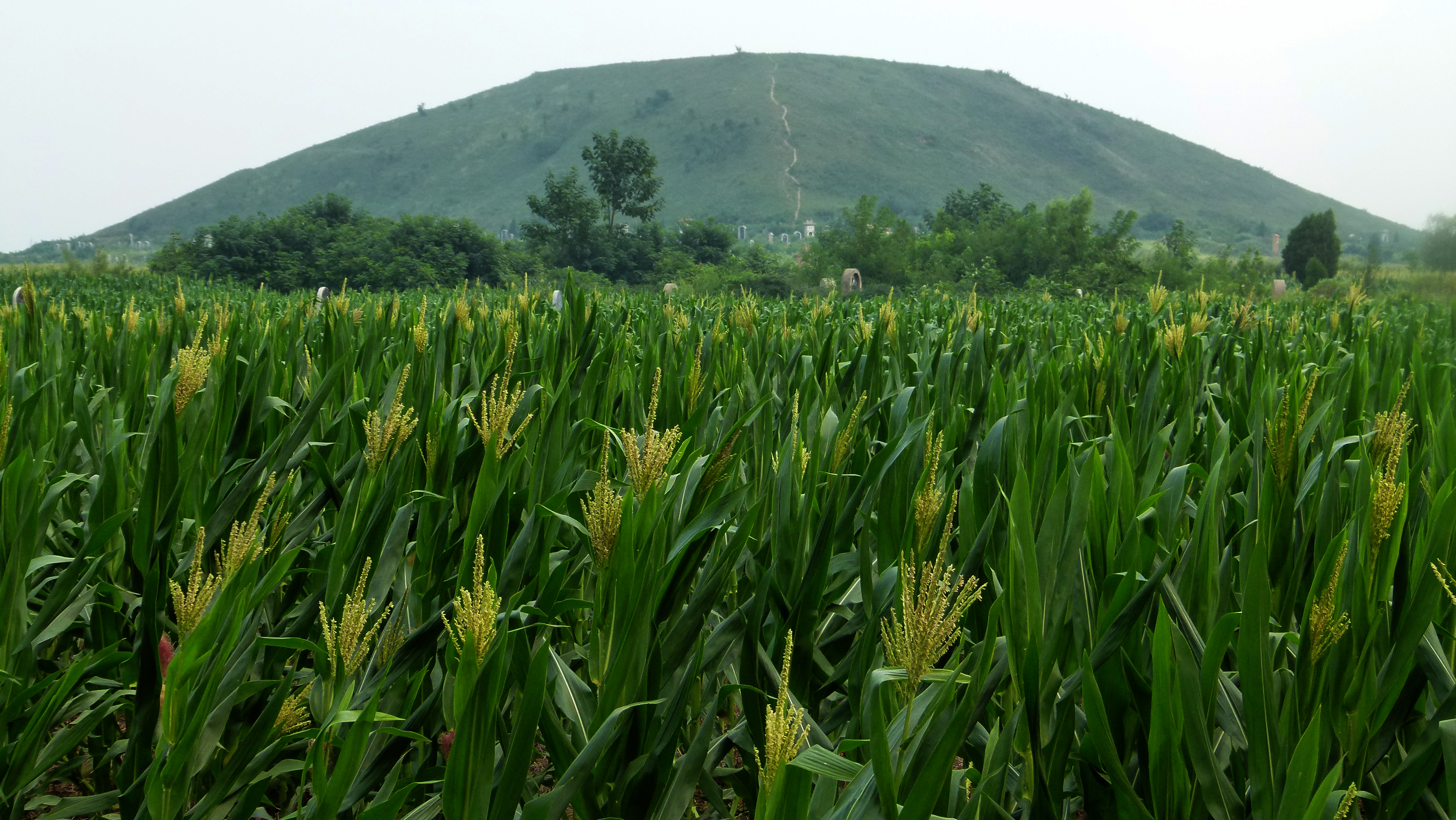
Yanling

Yanling (延陵; Yánlíng) är ett gravkomplex beläget i Weichengdistriktet i Xianyang nordväst om Xi'an i Kina från Västra Handynastin (206 f.Kr.-220). I Yanling är kejsar Cheng, död 7 f.Kr., begravd.
Kejsar Cheng tillträdde 33 f.Kr. och 31 f.Kr. finns uppförandet av Yanling nämnd i källorna. Kejsar Cheng begravdes i Yanling efter sin död 7 f.Kr.. Gravkammaren är inte utgrävd. Arkeologiska undersökningar av Yanlings gravområde gjordes senast 2002. Storskaliga mätningarna och borrningarna utfördes som huvudsakligen syftade till att fastställa layouten av gravområdet  Yanling är en del i en grupp av nio kejsargravar från Västra Handynastin som ligger utspridda längs en linje norr om dagens Xi'an. Vid graven finns ett monument uppfört av Bi Yuan (1730–1797) som identifierar att gravhögen tillhörande kejsar Cheng. Även en sekundär gravplats, Changling (昌陵), förbereddes för kejsar Cheng, men 16 f.Kr. övergas Changling sannolikt eftersom kostnaderna blivit för höga.

## Utförande
Gravpyramiden är 25 alt. 31 meter hög. Gravhögen har formen av en trunkerad pyramid där pyramidens sidor är ungefär 160 gånger 170 meter långa. Sannolikt var gravpyramiden ursprungligen kvadratisk med sidlängden 120 bu (步), vilket motsvarar ca 166 meter. Sidorna på platån på toppytan är 53 gånger 56 meter. Pyramidens storlek är ganska typisk för Västra Handynastins kejsargravar. På toppen av pyramiden finns den fyra meter djup grop med en diameter på knappt 30 meter. Gravpyramiden är orienterad i nord- sydlig riktning med tio graders avvikelse mot väster.
Gravområdet omgavs av en sex till åtta meter bred mur av packad jord. Murens östra och västra sidor var drygt 500 meter långa och norr och södersidorna var drygt 400 meter. Muren hade torn och portar för åtta till nio meter breda vägar.
Inom gravområdet finns totalt sju gravar. De flesta finns i östra delen, men i västra delen är en grav som tros tillhöra Xu Ling. I närområdet till Yanlings gravområde finns totalt 50 ytterligare gravar som är täckta med gravhög. Av dessa har 29 identifierats som tillhörande till Yanling och de övriga 21 är inte undersökta.